# Valvtjärnen (Bjurholms socken, Ångermanland)
Valvtjärnen är en sjö i Bjurholms kommun i Ångermanland och ingår i Öreälvens huvudavrinningsområde. Sjön har en area på 0,157 kvadratkilometer och ligger 277,1 meter över havet. Sjön avvattnas av vattendraget Rödtjärnbäcken. Vid provfiske har abborre och gädda fångats i sjön.

## Delavrinningsområde
Valvtjärnen ingår i det delavrinningsområde (709003-166095) som SMHI kallar för Ovan Bjännsjöbäcken. Medelhöjden är 306 meter över havet och ytan är 11,78 kvadratkilometer. Det finns inga avrinningsområden uppströms utan avrinningsområdet är högsta punkten. Rödtjärnbäcken som avvattnar avrinningsområdet har biflödesordning 3, vilket innebär att vattnet flödar genom totalt 3 vattendrag innan det når havet efter 75 kilometer. Avrinningsområdet består mestadels av skog (93 procent). Avrinningsområdet har 0,26 kvadratkilometer vattenytor vilket ger det en sjöprocent på 2,2 procent.